# Zodariellum kattakum
Espèce
Zodariellum kattakum est une espèce d'araignées aranéomorphes de la famille des Zodariidae.

## Distribution
Cette espèce est endémique de la province de Sourkhan-Daria en Ouzbékistan,. Elle se rencontre vers Termez.

## Description
Le mâle holotype mesure 3,4 mm.

## Systématique et taxinomie
Cette espèce a été décrite par Fomichev et Zamani en 2024.

## Étymologie
Son nom d'espèce lui a été donné en référence au lieu de sa découverte, le desert du Kattakum.

## Publication originale
- (en) Fomichev et Zamani, « New data on species of Zodariellum Andreeva & Tyshchenko, 1968 (Araneae: Zodariidae) in Central Asia », Arachnology, vol. 19, no 8,‎ 2024, p. 1055-1059